# Branko Pešić
Branko Pešić (1. prosince 1922 Zemun – 4. února 1986) byl jugoslávský politik, účastník jugoslávských bojů proti fašistům za druhé světové války a starosta Bělehradu v letech 1964 až 1974.
Narodil se 1. prosince 1922. v Zemunu. Účastnil se národně-osvobozeneckého boje již od roku 1941, kdy tehdejší království obsadila cizí vojska. O rok později vstoupil i do KSJ. Během války byl nejprve politickým pracovníkem pro Zemun a okolí, později působil v Bosně.
Po osvobození Jugoslávie se účastnil různých aktivit. Byl členem i sekretářem městského výboru Svaz komunistů Srbska|svazu komunistů Srbska v Bělehradě, předseda skupštiny opštiny Zemun (v letech 1955 až 1958), mezi lety 1964 až 1974 pak zastával i pozici starosty v Bělehradě, kterým roku 1968 zmítaly studentské nepokoje.
Pešić patřil k významným bělehradským starostům. V době jeho mandátu byly postaveny mnohé významné objekty, jako třeba Terazijský tunel, Mostarská petlja, či most Gazela. Vybudovalo se také rozsáhlé sídliště Julino Brdo (1972), či mrakodrap Beograđanka. Rovněž se zahájila i diskuze o přestavbě železničního uzlu a možném budování metra.